# Birmadża
Birmadża (arab. برماجة) – wieś w Syrii, w muhafazie muhafazie Aleppo. W 2004 roku liczyła 375 mieszkańców.